# Kabīr
Kabīr o Kabir (devanāgarī: कबीर; Vārāṇasī, 1440 circa – Maghar, 1518 circa) è stato un mistico e poeta indiano.

## Biografia
Kabīr è uno dei mistici medievali più celebri dell'India già per il fatto di essere egualmente venerato sia dagli hindū che dai musulmani. 
Le notizie sulla sua vita sono, tuttavia, avvolte nella leggenda. Vissuto certamente nel XV secolo nei pressi di Vārāṇasī (Benares), sappiamo che apparteneva alla casta degli julāhā, ovvero a quella casta, umile, dei tessitori.
Gli julāhā si erano solo di recente convertiti all'Islām, ma non sappiamo se Kabīr si fosse davvero circonciso.
Nelle biografie hindū, quali la Kabir Kasauti pubblicata nel 1885 dal Kabīr Panth, nel tentativo di "hinduizzare" il santo di Vārāṇasī raccolgono quella tradizione che vuole Kabīr un trovatello abbandonato alle acque del Gange raccolto e allevato dal pio musulmano Niruddin, julāhā di Vārāṇasī. Altre tradizioni, sempre hindū, vogliono Kabīr nato miracolosamente da una vergine di casta brahmana prima di essere da questa donna abbandonato alle acque del Gange.
L'effettivo credo religioso di Kabīr resta comunque un mistero, in alcune parti delle sue opere afferma di essere hindū, in altre un musulmano e in altre ancora né l'uno né l'altro.
La sua famiglia era quasi certamente musulmana ma aperta anche all'influenza dei Nātha, quella tradizione yogica diffusa per tutta l'India settentrionale. Sempre secondo la biografia leggendaria, Kabīr preferì presto la compagnia dei sādhu al lavoro del telaio finendo per essere criticato dai suoi stessi genitori. Con la morte di questi, Kabīr si decide infine a distruggere il telaio, a segnarsi sul corpo il nome di Rāma e a farsi asceta itinerante. 
La tradizione gli assegna due mogli, Loi e Dhanyā, da cui si separò, e due figli, il maschio Kamāl e la femmina Kamli.
La leggenda sul santo di Vārāṇasī comprende la sua persecuzione per mano del governatore musulmano, Sikander Lodi, nonché la sua iniziazione (dikṣā; presumibilmente nella fede di Rāma) da parte di un guru hindū di cui si sa ben poco oltre che il nome di Rāmānanda.
Dopo il suo perenne peregrinare, sempre con zelo missionario, e giunto a una probabile età centenaria, narra la leggenda che scelse di morire a Maghar, piccolo e povero villaggio nei pressi di Gorakhpur (Uttar Pradesh nordorientale). Secondo le credenze locali chi moriva a Vārāṇasī guadagnava una certa rinascita favorevole nei paradisi divini; viceversa, morire a Maghar, significava un altrettanto certa rinascita nella forma di un asino. E lì scelse di spirare Kabīr, rifiutando la facile rinascita nel mondo divino.
Mentre il santo stava per morire, due fazioni opposte di hindū e di musulmani convergevano armate verso Maghar per rivendicarne le spoglie: i primi per cremarle, i secondi per tumularle. 
Così Kabīr decise di ritirarsi in una tenda da dove scomparve. Gli hindū e i musulmani lì convenuti trovarono solo un mazzo di fiori che fu egualmente diviso tra le fazioni: i musulmani tumularono la loro parte e sui resti eressero un monumento islamico, analoga cosa fecero gli hindū che invece li bruciarono e dispersero nel fiume Gange, costruendo sopra il luogo della cremazione un samādhi, una tomba commemorativa della loro religione.

## LeKabīrvāṇī
L'opera in cui vengono raccolti i testi attribuiti a Kabīr prende il nome plurale delle Kabīrvāṇī ("Parole di Kabīr"). Non esiste una versione concordata di questo testo, tra l'altro il poeta era probabilmente analfabeta e non scrisse nulla di suo pugno. La lingua da lui utilizzata era probabilmente una forma di hindī molto antica, quindi quella lingua franca adottata dagli asceti erranti. Ciononostante i suoi discorsi, i suoi insegnamenti e i suoi canti si diffusero su larga parte del Bihar giungendo nel Panjab e nel Rajasthan, acquisendo la forma di distici popolari detti dohā, o di ritornelli detti pada. La popolarità delle Kabīrvāṇī fece sì che queste furono interpolate ancor prima di venire messe per iscritto. 
Il testimone scritto più antico delle Kabīrvāṇī è raccolto nel Gurū Granth dei Sikh, compilato nel 1604 da Guru Arjan. Questo testimone è significativo anche per il fatto che assegna a Kabīr la qualifica di bhagat, anzi il più eminente tra i bhagat venuti ad essere prima di Guru Nānak. 
Oggi gli hindū e i musulmani sono concordi nel leggere la figura di Kabīr come quella di colui che volle promuovere una maggiore coesione tra i due gruppi religiosi, ma una lettura attenta della sua opera disegna una dottrina diversa, avendo questa espressamente rifiutato ambedue le religioni, criticando aspramente i loro rappresentanti.
Kabīr rifiutava qualsivoglia religione "rivelata", negando decisamente autorità religiosa sia al Corano che ai Veda. Non solo: 
(Charlotte Vaudeville, Kabīr in Enciclopedia delle religioni, vol. 9. Milano, Jaca Book, 2006)
(Charlotte Vaudeville, Kabīr in Enciclopedia delle religioni, vol. 9. Milano, Jaca Book, 2006)
Laxman Prasad Mishra ha operato la prima traduzione integrale in lingua occidentale delle opere di Kabīr, facendo riferimento alla recensione della Nāgari Prachārin Sabhā di Benares, commentata e introdotta da Shyam Sundar Das. Tale traduzione è stata pubblicata nel 1971 dalla Utet di Torino nel volume Mistici indiani medievali. 
(Kabīr, Granthāvali: Pada, 15; traduzione di Laxman Prasad Mishra)
(Kabīr, Granthāvali: Pada, 41; traduzione di Laxman Prasad Mishra)